# ودشريفي
منطقة ودشريفي هي أكبر قرى ولاية كسلا تقع علي الجنوب من مدينة كسلا حيث تبعد 10كلم من مركز المدينة وهي شبه جزيرة يحدها من الغرب نهر القاش الموسمي ومن الشمال والشرق نهر أبو علقة والذي يصب في نهر القاش عند سفوح جبال التاكا التي تفصل مدينة كسلا عن ودشريفي التي تكسوها الخضرة لقربها من نهر القاش وامتداد البساتين علي ضفتيه.
يتكون مجتمع هذه المنطقة من عدة قبائل مختلفة يتعايشون في تآلف وانصهار وهم من عدة دول بالمنطقة وذلك لقرب المنطقة من المثلث الحدودي ( الإرتري والإثيوبي )الشيء الذي جعل من المنطقة قرن أفريقي مصغر.
ونجد مشاريع التنمية فيها تكاد لا تذكر عدا المنتجات البستانية وذلك لعدم اهتمام الجهات المختصه بذلك بالإضافة لضعف إنسانها في المطالبة بحقوقه والاستفادة من كونها منطقة مأهولة بالسكان وخاصة في ظل وجودها في موقع حدودي مميز يتيح لها أن تكون حلقة الوصل بين البلدين وإنعاش تجارة الحدود في المنطقة
اشتهرت المنطقة بمعسكر إستقبال اللاجئين منذ مطلع العام 1982م بعد تدفق اللاجئين للسودان إثر حروب التحرير التي كانت تدور بأرتيريا حيث بلغ تعدادهم في العام 1986م ما يقارب المليون لاجئ.